# N1 (Zuid-Afrika)
De N1 is een nationale weg in Zuid-Afrika. De weg loopt van Kaapstad naar Beitbrug, een grensstad in Zimbabwe, en vormt tevens de belangrijkste verbinding tussen Kaapstad en Johannesburg.
Tussen Kaapstad en Beaufort-Wes is de N1 onderdeel van de Trans-Afrikaanse weg 4, de internationale weg tussen Caïro in Egypte en Kaapstad in Zuid-Afrika.

## Externe links

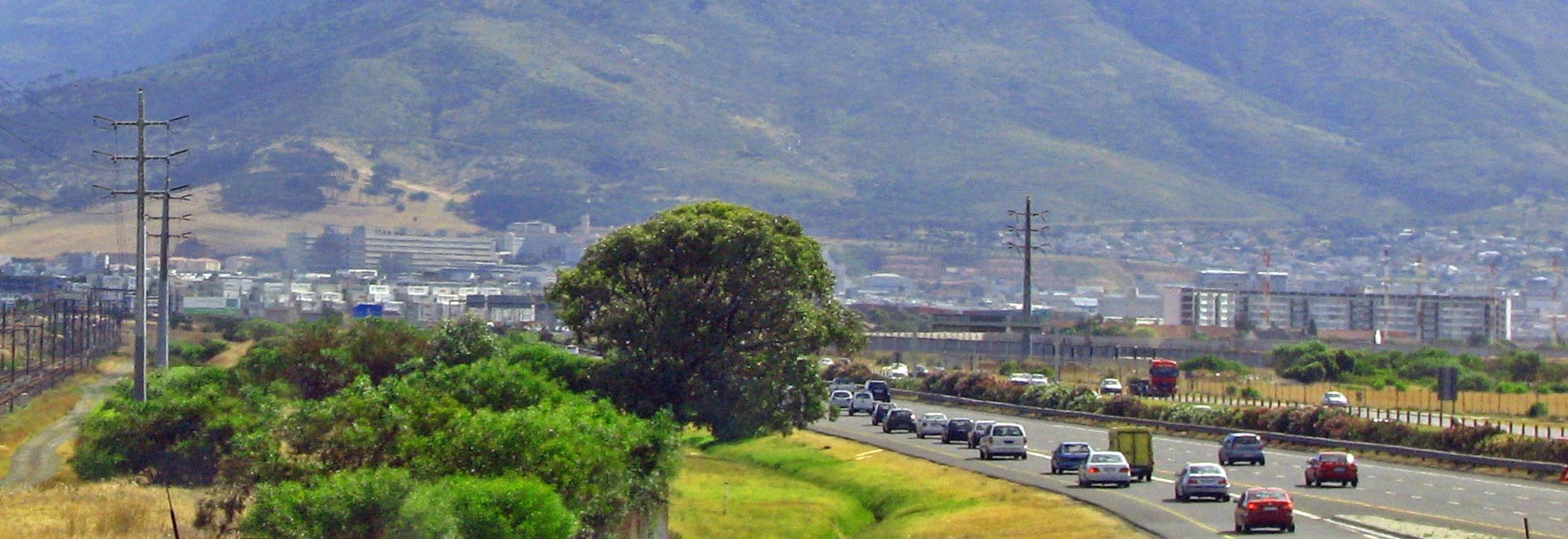
De N1 in Kaapstad.